# بشير شريف البرغوثي
بشير شريف البرغوثي (1956 -) هو كاتب، كان قد بدأ حياته المهنية مترجما ومحللاً سياسياً وباحثاً في «دار الجليل للنشر والدراسات والأبحاث الفلسطينية» في العاصمة الأردنية عمان. خلال الفترة من سنة 1984-1989 صدرت له عن تلك الدار عدة كتب وأبحاث باسمه أو باسم الدار وتميزت كلها بالريادة واستشراف الأحداث وكان كتاب «إسرائيل عسكر وسلاح» سنة 1984 من أوائل الدراسات العربية حول خطورة تمدد المجمع الصناعي العسكري الإسرائيلي في العالم.
في سنة 1986 أصدر أول دراسة شاملة عن تأثير المياه في الصراع العربي الصهيوني بعنوان «المطامع الإسرائيلية في مياه فلسطين والدول العربية المجاورة». ظل هذا الكتاب سنوات طويلة مرجعا أساسيا لكثير من الدراسات والدارسين والساسة، وقد تنبأ فيه إلى أهمية مطالبة الفلسطينيين بتعويضات عن الاستغلال الإسرائيلي لمياههم ومواردهم الطبيعية فور ان تسنح أية بادرة تفاوض !
من أجل فضح دعاوى الحركة الصهيونية حول شراء أراض من الفلسطينيين قبل سنة 1948 فقد ترجم الكاتب بشير شريف البرغوثي كتاب «دعوى نزع الملكية – الإستيطان اليهودي والعرب» وخلص منه إلى أن كل ما زعم الصهاينة أنهم اشتروه لا يتعدى 6% من الأرض الفلسطينية هذا لو تم التسليم بكل مزاعمهم في هذا الشأن. أثار هذا الكتاب العديد من المشاكل ذات الصلة.
كان كتاب «قمع شعب- شهادات ميدانية مشفوعة بالقسم» الذي ترجمه الكاتب أول محاولة لتوثيق الانتهاكات الإسرائيلية بشكل قانوني من أجل تدريب المهتمين بحقوق الإنسان وكذلك ضحايا القمع على إعداد الأدلة اللازمة لبناء القضايا القانونية بانتظار محاكمة مجرمي الحرب الصهاينة.
اختلف مع مؤسسة دار الجليل وأسس في عمان «دار الدليل الوطني للنشر والتوزيع» سنة 1989 وأصدر عدة دراسات أهمها «رؤية الطرف الآخر – جولة في كتابات السيد خالد الحسن» سنة 1990 وحذر فيه من تغيرات جارفة ستطيح بكثير من الخطوط الحمراء الفلسطينية ودعا إلى التخلي عن الفردية في اتخاذ القرارات والاعتماد على بنوك المعلومات وادى ذلك إلى إثارة سخط الكثيرين عليه. لم تعمر دار الدليل الوطني طويلا وتم إغلاقها ووقف النشرة التي كانت تصدرها باسم «قضايا إستراتيجية».
اتجه الكاتب بعدها إلى الاعتماد على الترجمة الإدارية ودراسات مهارات تطوير الذات لدى دار «عالم الكتب» في لبنان مع الأستاذ نزيه البعلبكي. في سنة 1999 انتقل الكاتب إلى السعودية حيث صدر له هناك عدة كتب مترجمة عن دار المعرفة للتنمية البشرية في الرياض بالتعاون مع د. إبراهيم القعيد.
يعتبر كتاب «إدارة العقل البشري الجديد» من أهم الكتب التي سدت فراغا في المكتبة العربية وقد حقق الكتاب انتشارا واسعا في كل المواقع المهتمة بالتنمية البشرية والجملة العصبية وتم اعتماده في العديد من حزم التدريب في عدة دول عربية.
كما أصدر في عمان كتاب «الإستنطاق – مشروع الحماية الشاملة لكل الضعفاء» دعا فيه إلى إقامة محكمة خاصة تتولى الإشراف على سير العمليات التحقيقية والقانونية مع كل من يعاني ضعفا عقليا أو جسدياً وبخاصة النساء والاطفال عندما يصبحون أطرافا في قضية قانونية شهودا أو ضحايا أو مشتكى عليهم. كان هذا أيضا أول دراسة عربية من نوعها في هذا المجال.
في كتابه «الإستخلاص في المكتبات ومراكز المعلومات» أرسى الباحث بشير شريف البرغوثي الأساس المعرفي والدليل العملي لفصل الإستخلاص عن التكشيف ووضع خطة مفصلة لإقامة مشروع استخلاص عربي موحد كمشروع اقتصاد معرفي مستقل وليس ضمن موازنات رسمية.

## أهم أعماله المنشورة
الأعمال المنشورة للباحث بشير شريف البرغوثي
الكتب السياسية
| اسم الكتاب                                                  | دار النشر         | سنة النشر   |
| ----------------------------------------------------------- | ----------------- | ----------- |
| إسرائيل عسكر وسلاح                                          | دار الجليل        | 1985        |
| المطامع الإسرائيلية في مياه فلسطين                          | دار الجليل        | 1986        |
| دعوى نزع الملكية، الاستيطان اليهودي والعرب                  | دار الجليل        | 1986        |
| قمع شعب: شهادات ميدانية مشفوعة بالقسم                       | دار الجليل        | 1990        |
| النظام العالمي الجديد                                       | دار الدليل الوطني | 1991        |
| نشرة "قضايا إستراتيجية" عدة أعداد                           | المؤلف            | 1991 – 1992 |
| "رؤية الطرف الآخر – جولة في كتابات السيد خالد حسن"          | المؤلف            | 1992        |
| زوال إسرائيل – دراسة مقارنة                                 | دار زهران         | 1999        |
| إدارة العقل البشري الجديد: رؤية إسلامية                     | دار زهران         | 2000        |
| سوء استخدام القوة من منظور إسلامي                           | دار زهران         | 2000        |
| النظام الإعلامي الجديد                                      | دار رؤى           | 2003        |
| رؤى العولمة ووهم الأمركة                                    | دار رؤى           | 2004        |
| المنظمات غير الحكومية وحكم القانون: نحو نظام عالمي موحد     | المؤلف/مشارك      | 2007        |
| دعوى نزع الجنسية: لا حق في أي حق                            | المؤلف/مشارك      | 2008        |
| القضية الفلسطينية وحكم القانون: دولة القدس أساس الحق والعدل | المؤلف/مشارك      | 2008        |

أعمال أخرى
| اسم الكتاب                                                    | دار النشر                              | سنة النشر |
| ------------------------------------------------------------- | -------------------------------------- | --------- |
| الأداء الهاتفي الفعال                                         | دار زهران                              | 1999      |
| نجومية القيادة في الاجتماعات الفعالة                          | دار زهران                              | 2000      |
| 100 طريقة لزيادة المبيعات                                     | دار زهران                              | 2001      |
| إدارة التغيير في العمل                                        | دار المعرفة ودار الناشر الدولي- الرياض | 2002      |
| التوحد علاج الذاتوية بين العون والأمل                         | دار رؤى                                | 2004      |
| ثقافة إدارة التغيير، دليل عملي للأفراد                        | دار رؤى                                | 2004      |
| الأداء الإبداعي والتأثير                                      | مؤسسة الطريق                           | 2006      |
| How To speak Arabic                                           | دار زهران                              | 2000      |
| تعلم الإنجليزية في 48 ساعة                                    | دار الخليج                             | 2002      |
| فن كتابة الرسائل التجارية The Art of Writing Business Letters | المؤلف                                 | 2007      |
| الكتابة للأعمال التجارية                                      | دار كنوز المعرفة                       | 2008      |
| الاستنطاق                                                     | المؤلفون                               | 2010      |
| الإستخلاص في المكتبات ومراكز المعلومات                        | المؤلف                                 | 2013      |